# Filosofie românească
Prin expresia filosofie românească se desemnează filosofia scrisă în România sau de români. 

## Specificul filosofiei românești
Discuția privind existența filosofiei românești a cunoscut trei etape.
Între cele două războaie mondiale, după formarea României Mari, identitatea românească a trecut printr-o criză. Întrucât nu mai era centrată pe scopuri politice imediate (drepturi naționale, independență, unitate națională etc.), idea a avut de acum un caracter mai pronunțat cultural. Așadar, abordarea temei specificului național în istoriografie, literatură și filosofie au devenit un lucru obișnuit. Prima istorie a filosofiei românești a fost publicată în 1922 de Marin Ștefănescu, arătând că gândirea filosofică din România a atins nivelul autoreflexivității; cu alte cuvinte, ea a devenit conștientă de ea însăși. Concluzia generală a discuțiilor interbelice, în care a fost implicat aproape fiecare filosof notabil, a fost că există ceva propriu filosofiei românești, cu un profil distinct printre alte filosofii naționale. Constantin Noica, care a devenit unul dintre cei mai proeminenți filosofi români, gândea că filosofia românească se caracterizează prin păgânism, cosmicism (adică lipsa undei separări acute a lumii oamenilor de transcendență) și determinism (sau mai curând, „fatalism”).
În timpul perioadei comuniste de după 1965, existența unei filosofii românești specifice a devenit o dogmă incontestabilă. Relatările oficiale, puternic influențate de doctrina național-comunistă, așa-zisa ideologie protocronistă, vorbeau chiar despre „filosofia geto-dacilor”. Ele au afirmat continuitatea viziunii filosofice de la daci, prin folclor, spre autorii contemporani. Inutil de spus că caracterul „materialist” al filosofiei românești și alte pretenții de dogmă oficială erau inexistente sau extravagant exagerate. În orice caz, unii autori importanți nemarxiști, precum Noica, de asemenea au accentuat singularitatea gândirii filosofice românești. Noica chiar a scris o carte întitulată Sentimentul românesc al ființei.
După căderea regimului comunist în 1989, această discuție a reapărut. O opinie este că sunt filosofi români, dar nu și filosofie românească. Cu alte cuvinte, noțiunea „filosofie românească” are doar un sens istorico-geografic. Punctul de vedere opus constă din două teze: 
1) nu toate națiunile europene au filosofia lor națională; 
2) națiunea română are propria filosofie națională distinctă, ce continuă, la un nivel mai înalt, viziunea sa tradițională asupra lumii. 
Articolul din Enciclopedia Routledge de filosofie, care se concentrează pe filosofia din România, pare să adopte mai curând o versiune mai firavă a celei de-a doua poziții. Existența unei filosofii românești este recunoscută, dar nu este asociată ethosului național, nici substanței etnice a românilor. Așadar, autorii spun: „La culmea dezvoltării sale dintre cele două războaie mondiale, filosofia românească a avut următoarele trăsături caracteristice: era strâns legată de literatură, în sensul că cei mai mulți filosofi români erau de asemenea scriitori importanți; a arătat o preocupare excesivă în chestiunea identității românești; a fost implicată în dezbaterile istorice, politice și ideologice din România, stimulând atitudini în favoarea sau împotriva occidentalizării și modernizării; s-a sincronizat repede cu gândirea filosofică occidentală; și a avut (și încă are) lipsuri în gândirea etică”. 

## Schiță istorică

### Începuturile

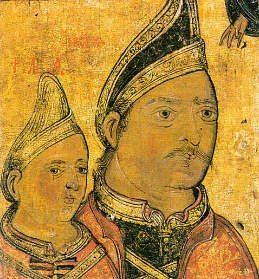
Voievodul muntean Neagoe Basarab și fiul său, Teodosie

Primele texte filosofice atestate pe teritoriul românesc sunt scrierile patristice. Din aceste culegeri de texte, care sunt traduceri în slavona bisericească, cele mai importante sunt lucrările lui Pseudo-Dionisie Areopagitul și Dialectica de Sf. Ioan Damaschin. De asemenea, au circulat extrase din filosofii antici. Singurul produs indigen notabil al epocii este Învățăturile lui Neagoe Basarab către fiul său, Teodosie, scris în slavonă în jurul lui 1521.  Cartea este o compilație de surse biblice și patristice, cu multe reflecții morale și politice, dintr-un punct de vedere ascetic. Ea ilustrează teocrația bizantină și propune un model de prinț-călugăr.

### Secolul 17

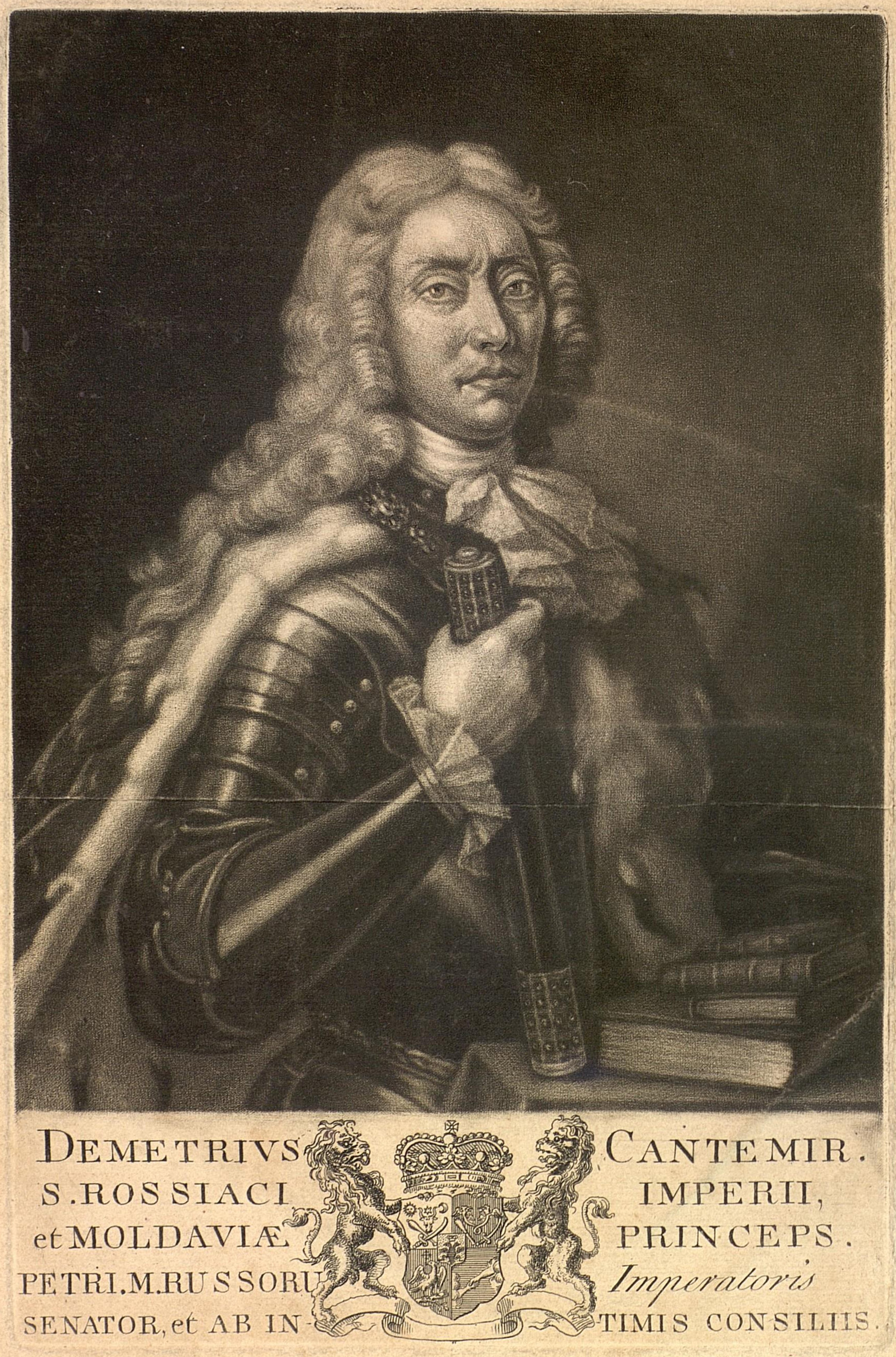
Dimitrie Cantemir, domnitor și filosof moldovean

La mijlocul secolului 17, româna dobândește statul de limbă liturgică pe lângă greacă și slavonă, și începe să-și dezvolte vocabularul filosofic. Nicolae Milescu (1638–1708) a făcut prima traducere în română a unui text filosofic . Miron Costin (1633–1691) a scris primul poem filosofic în română, „Viața lumii” (1672), o reflecție etică asupra fericirii pământești. Cea mai importantă alcătuire filosofică a acestui secol este Divanul (1698) de Dimitrie Cantemir (1673–1723), tratat filosofic care susține etica ortodoxă cu argumente raționale. Tratatul a fost tradus în arabă pentru a fi folosit de creștinii sirieni.
Unele texte filosofice au fost scrise în latină. Gavril Ivul (1619–1678), un iezuit care a predat filosofia la Universitatea din Viena, a scris un tratat logic, Propositiones ex universa logica (1654). Cantemir a scris un manual de logică și un tratat teologo-fizic, Sacrosanctae scientiae indepingibilis imago (1700) care, afară de faptul că abordează natura timpului și problema universalelor, încearcă să justifice cosmologia biblică cu argumente neteologice, folosind filosofia lui Jan Baptist van Helmont. El de asemenea a lăsat un text de filosofie a istoriei, Monarchiarum physica examinatio.

### Secolul 18
În secolul 18, filosofia dominantă în Moldova și Valahia este neoaristotelismul lui Teophilos Korydalleus, ce a fost în fapt neoaristotelismul paduan a lui Zabarella, Pomponazzi și Cremonini. Către ultimul sfert al secolului, acest curent a fost recuzat datorită răspândirii raționalismului (Christian Wolff) și empirismului (John Locke). Importante personaje ale secolului pot fi considerate Samuel Micu (1745–1806) în Transilvania, și Iosif Moisiodax (1730–1800) în Moldova. Primul a tradus intenisiv din Wolffian Baumeister, promovând implicit iluminismul german. Ultimul a contribuit în mod decisiv la modernizarea curriculumului filosofic în Academiile Princiare. El a scris eseul numit Apologia, o pledoarie în favoarea filosofiei europeane moderne și împotriva scolasticii korydaleiane aristotelice. Limba filosofică a acestul secol a fost mai mult greaca. O excepție notabilă a fost clucerul Ioan Geanetu, care a publicat în 1787, în greacă și franceză, un tratat numit Réfutation du traité d'Ocellus de la nature de l'univers. În el a criticat o concepție antică cu privire la eternitatea universului, cu scoput de la întări credința coreligionarilor săi.

### Secolul 19
Secolul 19 poate fi divizat din punct de vedere al istoriei filosofiei în trei perioade: cea a zilelor finale a regimului fanariot, cea a reinstaurării dinastiilor românești și, în final, cea a lui Carol I, care provine dintr-o dinastie străină (Hohenzollern).

#### Sfârșitul regimului fanariot
În primele două decenii ale secolului 19, cei mai proeminenți filosofii de pe teritoriul voivodatelor românești, erau încă profesori greci la Academiile Princiare. Printre ei, îi putem menționa pe: Lambros Photiades, Konstantinos Vardalachos, Neophyte Doucas și Benjamin Lesvios în București, precum și pe Daniel Philippidis, Stephanos Doungas și Dimitrios Panayotou Govdelas în Iași. Unii dintre ei au fost absolvenți ai Academiilor din principate, precum Vardalachos, care a studiat cu Photiades, el însuși vechi student al Academiei Princiare din București. Daniel Philippidis a studiat de asemenea la această Academie în anii 1780, sub îndrumarea cunoscutului filolog Neophyte Cavsocalyvitis. Dar ei au studiat de asemenea (cu excepția lui Photiades) în universitățile occidentale majore. Doungas, de exemplu, a fost student al lui Friedrich Wilhelm Joseph Schelling. În Fizica, a încercat să împace teologia dogmatică ortodoxă cu științele naturii, urmând sistemul lui Schelling.
Ei n-au fost doar promotori ai filosofiei moderne și a științelor naturii, dar de asemenea a ideilor iluministe. Filosofia „filosofilor” francezi a avut așadar un impact major asupra intelighenției românești prin cursurile lor și cărțile publicate. Filosofic, cel mai interesant dintre acești autori a fost Beniamin Lesvios, Metafizica căruia conține, printre altele, o teorie a percepției în care e implicată discuția despre posibilitatea conceptuală a inversiei culorilor. De asemenea, este important de menționat că Philippides este primul adept al lui Kant în cadrul voievodatelor românești.

#### Epoca dinastiilor autohtone restaurate
După 1821, voievozii vor fi din nou aleși de boierii locali (decizia fiind validată de sultani). Grecii vor fi înlocuiți în Academii cu români. A fost o epocă de patriotism exaltat și deelenizare culturii și obiceiurilor românești. Românii încep să meargă direct la sursele occidentale și să practice  filosofia în propria lor limbă.

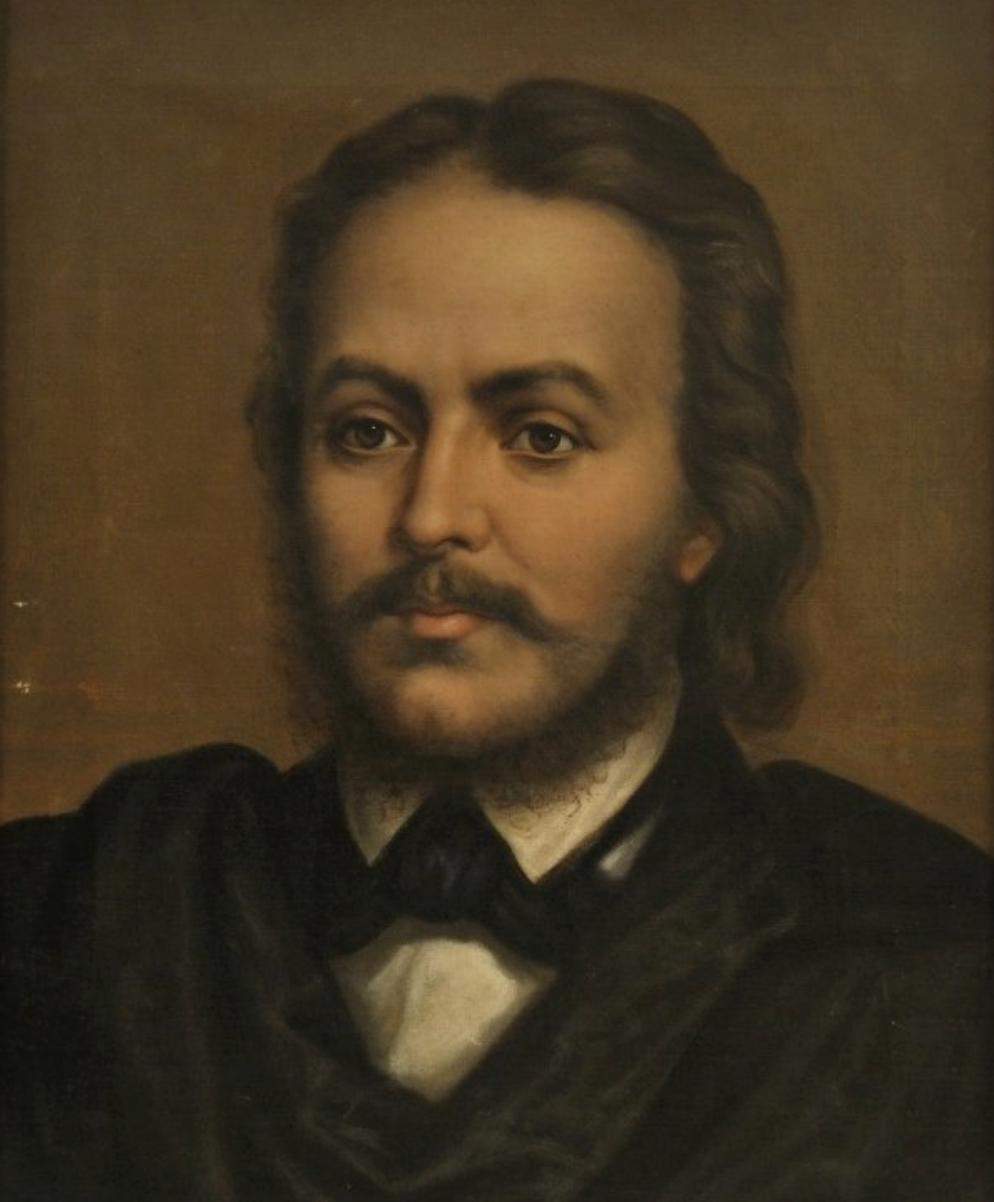
Gheorghe Lazăr, un kantian timpuriu

În jurul anului 1818, transilvăneanul Gheorghe Lazăr (1779–1821), care a studiat la Viena, a început să predea filosofia în română la Academia de limbă greacă. Nu avem nici unul din cursurile lui, dar știm că a fost adept la lui Kant. Este discutabil dacă l-a cunoscut sau nu personal pe Kant. Știm că în scopuri didactice, a decis să facă o traducere românească a unora dintre lucrările lui Krug, pe le-a folosit ulterior ca manual. Manualul de filosofie și literatură filosofică a lui Krug a fost tradus în prima periodă a secolului 19, de trei ori, de August Treboniu Laurian (1810–1881), Timotei Cipariu (1805–1887) și Simeon Bărnuțiu (1808–1864). Ei au fost toți transilvăneni și au studiat la Viena. Ciprariu a fost profesor de filosofie la Colegiul Român din Blaj, unde a predat folosirea lucrărilor lui Krug în jurul anului 1828. Ca atare, crica filosofică a fost în principal o specialitate transilvăneană.
Un filosof important al acestei perioade este Eufrosin Poteca (1786–1858). El a studiat la Academia Domnească din București alături de Vardalachos, Doukas și Lesvios, precum și la universitățile din Pisa și Paris (1820–1825). Eufrosin Poteca a predat filosofia la Academia Sfântul Sava și a fost un traducător prolific de lucrări filosofice și teologice. Propria sa filosofie a fost puternic influențată de senzualismul lui Condillac, de Tracy și Soave, de filosofia politică a lui Rousseau și de puternicele sale credințe creștine. El a susținut că trei principii metafizice principale, corpul, sufletul și spiritul, studiate de trei științe distincte: fizica (studiul corpurilor neînsuflețite), psihologia (studiul corpurilor însuflețite) și ideologia (în sensul lui de Tracy, știința ideilor). Tot universul afișează această structură triadică,  ce este străbătură de materie, viață și logos. El identifică legile naturii cu legile lui Dumnezeu și a tras din această concepție multe concluzii morale, de exemplu, lipsa fundamentului celibatului. De asemenea, a susținut că baza a toată morala, politica și dreptul, este regula de aur. De aici argumentația sa împotriva sclaviei, fapt pentru care a fost exilat la o mănăstire izolată unde a locuit până la sfârșitul vieții.
Un alt nume important este cel al lui Ionică Tăutu (1798–1828), boier moldovean. A fost educat acasă de niște refugiați francezi, dobândind o cunoaștere amplă a filosofiei politice. Îi citează pe Locke, Rousseau, Montesquieu, Voltaire, dar și autori obscuri precum Sabatier de Castre. Ideile sale s-au răspândit mai mult prin corespondența sa și pamfletele sale politice. Dar a lăsat și anumite lucrări interesante, precum Socotințele mele asupra meșteșugului ocârmuirii sau Cercare împotriva deiștilor și materialiștilor. Intenția sa a fost să construiască o teorie politică începând cu antropologia creștină a condiției firii. Sistemul politic este justificat de un procedeu precum „republica aristo-democratică”. Al doilea eseu, al cărui titlu este în mod evident inspirat de la Mersenne, critică viziunea materialistă a omului-mașină (La Mettrie) pe baza unei doctrine întrucâtva paulinice despre caracterul amfibiu al omului, caracter care se distinge în mod clar de lumea naturală.
Un filosof important a fost de asemenea Alexandru Hâjdeu (1811–1872), student al lui Friedrich Wilhelm Joseph Schelling la Berlin. Acest om, de altfel foarte mândru de originea sa moldovenească, a fost un ardent patriot rus, de când a locuit în Basarabia, teritoriul moldovenesc anexat de Rusia. Filosofia sa se preocupă de destinul Rusiei. Este slavofil și mesianist. Argumentează în favoarea dezvoltării unei filosofii pur rusești, care să se ivească din studiul minuțios al limbii ruse. Potrivit lui, doar o astfel de filosofie poate fi națională și doar în acest fel elementul rusesc poate să se ridice la universalitate. Singura cale de a atinge o atare filosofie este continuarea gândirii lui Skovoroda, singurul filosof rus autentic de până atunci. Aceasta va împlini existența națiunii ruse.
Ioan Zalomit (1820–1885) a studiat filosofia în Franța și în Germania, la Berlin, alături de Victor Cousin și Friedrich Wilhelm Joseph Schelling. El a obținut acolo titlul de doctor în filosofie cu o teză despre Kant (1848). În teza sa, încearcă să învingă opoziția kantiană între legile naturii și legile morale. El afirmă că libertatea este inerentă naturii, așa că legile morale sunt în fapt legi ale naturii. Așadar, toate acțiunile morale sunt rezultatul datoriilor față de natură. Este singura cale din care poate rezulta o teodicee rațională.
Simeon Bărnuțiu (1808–1864) a predat filosofia la Colegiul de la Blaj, la Academia Mihăileană și, în final, la Universitatea din Iași. Cursurile sale publice care ne-au rămas sunt mai mult adaptări după Krug, Beck, Rottek și Niemeyers. Cele mai interesante contribuții ale sale se găsesc în filosofia dreptului. Ca revoluționar, Bărnuțiu a vrut să apere dreptul la autodeterminare a românilor transilvăneni. A găsit idei convenabile pentru intenția sa în filosofia lui Krug, difuzată pe scară largă în Transilvania de exponenții maghiari ai „filosofiei armoniei” - Samuel Köteles, János Hetény și Gusztáv Szontágh. Alte influențe au venit de la Savigny. În al său Dreptul public al românilor (1867), Bărnuțiu a dorit să arate că dreptul românesc este în fapt drept roman, ce s-a perpetuat pe parcursul istoriei. În plus, îi părea că dreptul roman respectă drepturile naturale ale indivizilor, formulate în teoriile iluministe ale legii naturale.

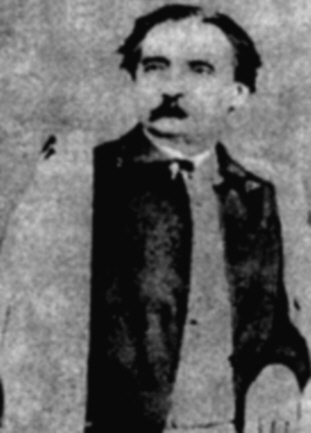
Ion Heliade Rădulescu

La sfârșitul acestei perioade, cel mai important și original gânditor este Ion Heliade Rădulescu (1802–1872). Rădulescu a studiat la Academia Domnescă din București, sub îndrumarea lui Neogit Doukas, iar din 1818 a trecut la clasele românești ale lui Gheorghe Lazăr. După moartea lui Lazăr, a devenit profesor la Academie și a avut o activitate prodigioasă ca animator cultural. În 1828 a publicat Gramatica românească, influențată de Condillac, pe care l-a cunoscut prin profesorii săi greci. După tumultul revoluției din 1848, Heliade Rădulescu a creat un sistem filosofic, inspirat din Kabala și socialismului lui Proudhon și Fourier. Filosofia sa a fost influențată de Hegel, dar nu de pe urma citirii directe (l-a cunoscut probabil din lucrările lui Cousin). Două cele mai importante lucrări ale sale sunt Istoria critică universală și Echilibru între antiteze.
Heliade Rădulescu propune, împotriva monismelor și dualismelor de toate felurile, o filosofie trinitară. El afirmă că toate conceptele filosofice cad în dualități, ce pot fi clasificate în două categorii: simpatetice (sau paralele) și contradictorii. O dualitate simpatetică este formată din doi termeni „pozitivi”, ce indică o existență: timp / spațiu; spirit / materie; drept / obligație etc. O dualitate contradctorie conține un termen pozitiv și unul negativ: viață / moarte; mișcare / inerție; bine / rău etc. Fiecare dualitate simpatetică produce un al treilea termen, prin care dualismul este învins. Aici sunt câteva exemple: spirit / materie / univers; formă / substanță / corp; progres / conservare / perfectibilitate; om spiritual / om psihic / om moral. Începând de aici, Heliade Rădulescu dezvoltă un fel de cosmologie, prin considerații geometrice ingenioase, deși naive. El intenționează așadar să ofere o explicație metafizică pentru progres și apoi, înarmat cu această metafizică, să lupte contra liberalismului. Poziția sa politică s-a numit „conservatorism progresiv”. Celor ce replică că aceasta este o poziție inconsistentă, el le răsunde că dualitatea progres / conservare nu este contradictorie, ci simpatetică, și că doar conservatorismul progresiv este perfectibil.

#### Epoca lui Carol I
În 1860 și 1864, domnitorul Alexandru Ioan Cuza fondează Universtitățile din Iași și respectiv, București, iar în 1866 Karl von Hohenzollern-Sigmaringen devine, sub numele Carol I, domnitor al Principatului României, care va deveni mai târziu Regatul României. Acest eveniment marchează un nou val de occidentalizare, precum și o reacție împotriva modelului cultural anterior predominant, cel al iluminismului. În aceeași perioadă, în 1863, societatea literară „Junimea” este fondată în Iași.
Ultimii treizeci de ani ai secolului 19 sunt dominați cultural de societatea Junimea. Filosofia românească va avea un nou început și, pentru prima dată, un ecou internațional. Filosofi de la Junimea au fost Titu Maiorescu (1840–1917), Vasile Conta (1846–1882), Alexandru Xenopol (1847–1920), Mihai Eminescu (1850–1889), Constantin Leonardescu (1844–1907), Ioan Pop Florantin (1843–1926).

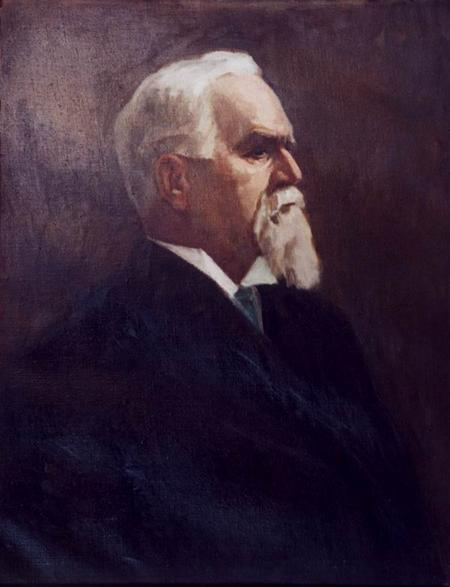
Titu Maiorescu

Titu Maiorescu a studiat filosofia la Berlin. A obținut două doctorate, unul la Universitatea din Giessen, iar mai târziu la Universitatea din Paris. Primul său articol filosofic a fost Einiges Philosophische in gemeinfasslicher Form (1860), o lucrare care a fost bine primită, scrisă sub influența lui Herbart și Feuerbach. În română, contribuția sa cea mai importantă a fost Logica (1876), influențată de Herbart, ce a avut numeroase retipăriri și a servit ca manual până în anii 1930. A fost un promotor al filosofiei lui Kant și a fost sceptic față de posibilitatea unei filosofii românești originale și creative.
Vasile Conta și-a obținut doctoratul de la Universitatea de la Bruxelles și a lucrat ca profesor de drept la Universitatea din Iași. Printre lucrările sale, publicate în română și franceză, se numără La théorie du fatalisme (1877) și La théorie de l’ondulation universelle (1895). Conta a fost influențat de trei surse: filosofia evoluționistă a lui Herbert Spencer, pozitivismul lui August Compte și materialismul german al lui Büchner, Vogt și Moleschott. În prima sa lucrare el apără o versiune a determinismului, numită „fatalism” și propune o teorie materialistă a cunoașterii (sau mai degrabă, un model materialist de cunoaștere). Cunoașterea este explicată în termeni de modificări materiale ale creierului. El gândea că impulsurile senzoriale sunt transmise prin fibre nervoase sub formă de zgâlțâituri sau vibrații, ce provoacă apariția modificărilor psihologice în creier, numite „întipăriri”. În a doua lucrare citată, Conta propune o metafizică materialistă, afirmând caracterul asemănător cu unda al universului; potrivit acestei concepții, evoluția universului ca un tot, și a fiecărei entități în acest univers are caracter de undă. Conta a scris de asemenea cărți de istorie a metafizicii, despre natura metafizicii, despre „primele principii ce constituie lumea”. El se disociază de pozitiviștii timpului său, susținând importanța metafizicii și a prezenței unui element artistic în construicția sistemelor metafizice.
Alexandru Xenopol, istoric și filosof, a avut două doctorate, unul din ele în filosofie, conferit de Universitatea din Giessen. Filosofia lui s-a ivit din preocupările sale constante cu istoria. În faimoasa sa lucrare, La théorie de l’histoire, Xenopol prezintă o filosofie a științei de importanță și interes maxim. El face distincție între fapte de repetiție și fapte de succesiune. Faptele de repetiție sunt studiate de științele naturale și sunt caracterizate de legi naturale. Faptele de succesiune sunt studiate de științele spiritului, în special de istorie, și nu sunt încadrate în nici o lege, dar formează șiruri. Xenopol a fost considerat de Rickert unul din precursorii săi. El de asemenea a tratat conceptul de cauzalitate, noțiunea de ipoteză și de verificare a ipotezelor. Viziunile sale asupra spațiului și timpului se opun doctrinelor kantiene și argumentează explicit împotriva filosofului german, care, în opinia sa, a transformat istoria într-un simplu basm.
Mihai Eminescu, poetul național român, a studiat filosofia la Viena și Berlin. Pasămite, a pregăit o teză despre filosofie și istorie, dar niciodată n-a primit PhD-ul. Este autorul primei traduceri (parțiale) în română a Criticii rațiunii pure. Multe dintre poemele și opere sale în proză conțin, într-o formă literară adecvată, câteva idei filosofice, influențate în special de Kant, Schopenhauer și budism, dar niciodată n-a scris texte filosofice la propriu. Pe de altă parte, filosofia sa politică, expusă în articole din ziar și editoriale este complet distinctivă. Eminescu este unul dintre cei mai importanți și influenți gânditori politici români conservatori din ultimele decade ale secolului 19.
Constantin Leonardescu a studiat la Universitățile din București și Paris, și a fost profesor de filosofie la Universitatea din Iași. În general, a fost influențat de eclectismul francez și a avut o atitudine cu totul „științifică” în filosofie. Ca și mulți de-ai timpului său, Leonardescu a avut un mare interes în psihologie, știință pe care a încercat să o aplice în diverse domenii ale filosofiei, precum epistemologia și estetica. Lista lungă de cărți publicate de el include Filosofia față cu progresul științelor pozitive (1876), Metafizică, religie și știință (1884), Principii de psihologie (1892), Morala Inductivă sau știința conduitei omenești (1885) etc.
Ioan Pop Florantin, doctor în filosofie la Universitatea din Viena, a predat filosofia în diferite licee din Iași. A fost autorul diferitor cărți de logică, psihologie și filosofie generală, precum și al primului tratat de estetică din România (1874). De asemenea, a promovat o concepție personală numită „consecuționism universal”, un tip de proces materialist în metafizică. Din această poziție l-a convocat pe „adevăratul Einstein” la „tribunalul logicii”, spre sfârșitul vieții.
Prințul Grigore Sturdza (1821–1901) a fost un om învățat, care a avut preocupări filosofice. A publicat niște lucrări filosofice în franceză, dintre care Les lois fondamentales de l'Univers(1891) este cea mai importantă. Materia subiectului cărții este în primul rând astronomia, sau cosmologia științifică, care în cele din urmă servește ca bază pentru speculații metafizice.
În afara hotarelor Principatului, apoi Regatului României, putem nota activitatea lui Vasile Lucaciu (1852–1922) din Maramureș. Greco-catolic, a studiat la Roma, unde a obținut doctoratul în teologie și filosofie. Este autorul sistemului filosofic tomist, Norme de filosofie, publicat între 1881 și 1884 în trei volume: Logica (1881), Metafizica (1882) și Filosofia morală (1884).

### Secolul 20
În timpul secolului 20, istoria filosofiei românești poate fi împărțită în trei perioade: pre-comunistă, comunistă și post-comunistă.

#### Perioada pre-comunistă
Două „școli” de filosofie au produs, în prima jumătate a secolului, două culmi ale filosofiei românești: școala lui Maiorescu și școala lui Nae Ionescu. Filosofii transilvăneni pot fi de asemenea grupați împreună, mai mult deoarece nu pot fi afiliați celorlalte două școli, dar și pentru că aparțin uneia și aceleiași familii spirituale. Aparte de aceste trei „școli” sau orientări, sunt mulți alți autori, care cultivă cu predilecție eseul filosofic. O mențiune specială merită membrii cercului Onicescu, caracterizați pe bună dreptate ca filosofi analitici.

##### Maioreștii
„Maioreștii” sunt Constantin Rădulescu-Motru (1868–1957), P. P. Negulescu (1872–1951), Dumitru Drăghicescu (1875–1945), Ion Petrovici (1882–1972) și Mircea Florian (1888–1960).
Constantin Rădulescu-Motru, nepotul lui Eufrosin Poteca, și-a numit sistemul filosofic „Personalism Energetic”, influențat de energetismul lui Otswald și personalismul lui Stern. Expert în psihologie experimentală (a studiat sub îndrumarea lui Wundt, primind doctoratul cu o teză despre Kant), a urmat tendința inductivistă în metafizică. Personalitatea umană a fost considerată de el o formă superioară de energie, stadiul final al evoluție universului. Metafizica sa implică un program politic, precum și o etică a munci. Scopul vieții politice trebuie să fie tranziția de la „personalismul anarhic” ce a guvernat societatea românească la „personalismul energetic”.
P. P. Negulescu a publicat Filosofia Renașterii, încă lizibilă și un studiu capital asupra filosofiei culturii, Geneza formelor culturii.
Dumitru Drăghicescu a obținut licența în filosofie cu studiul Influența lui Kant asupra lui Auguste Compte (1901) la Universitatea din București, după care și-a continuat studiile la Paris, unde a obținut doctoratul cu alături de Durkheim. În tinerețea sa s-a aflat sub influența filosofiei materialiste a lui Conta. Drăghicescu a avut contribuții majore în filosofia socială (a fost de asemenea un sociolog important). Una din cărțile lui Drăghicescu, Vérité et révelation: vers une nouvelle idée de Dieu (2 volume, 1934), a fost foarte bine apreciată de Charles Hartshorne, pentru noile aspecte autentice ale conceptului de Dumnezeu pe care l-a folosit. Drăghicescu a considerat că omul este o ființă aflată la limita progresului care este divinitatea, spunând că toate atributele lui Dumnezeu pot fi atribuite și omului.
Ion Petrovici a scris despre logică și metafizică. În logică, a contribuit la teoria logică a noțiunilor, referindu-se în special la relațiile dintre intensitatea și extensia termenului; el a contrazis legea dependenței lor inverse. Poate cea mai bine cunoscută contribuție a sa în metafizică este lectura „L'idée du Néant” (1933), unde neantul este determinat ca „substanță transcendentă”, ce precede existența și o transcende, dar se manifestă în lucrurile existente.
Mircea Florian, care a studiat în Germania împreună cu neokantianul Rehmke, a elaborat în perioada interbelică o filosofie a informației pure, încercând să învingă epistemologia bazată pe dihotomia subiect-obiect. Rezultatele sale sunt publicate în volumul Reconstrucție filosofică (1943).

##### Ioneștii
„Ioneștii” s-au grupat în jurul profesorului și/sau prietenului lor, Nae Ionescu (1890-1940). El a obținut doctoratul în filosofie în Germania, cu un studiu despre „logistică”, adică, în terminologia epocii, logica matematică. El de fapt a respins logica matematică, gândind că este reductivă chiar în comparație cu logica clasică. Gândirea sa despre logică poate fi în general văzută ca o formă de intuiționalism. El a publicat doar articole în ziar, prin care a promovat idei puternic conservatoare, viziuni reacționare și s-a alăturat rapid extremei drepte. După moartea sa, unii dintre studenții și asociații săi (Noica, Amzăr, Eliade, Onicescu, Vulcănescu) au publicat variatele sale prelegeri despre logică, istoria logicii, epistemologie (adică, teoria cunoașterii) și istoria metafizicii. Abordarea sa a istoriei filosofiei este mai mult tipologică, nu cronologică. Gândirea lui Nae Ionescu ar putea fi descrisă ca o filosofie existențială a autenticității creștine, numită „trăirism”, o versiune autohtonă a existențialismului, influențată de vitalism și teologia ortodoxă. Mai târziu, mulți comentatori l-au acuzat de „plagiat”, neținând cont de faptul că niciodată nu și-a scris prelegerile și nici măcat notele de prelegere; Ionescu a impovizat în mod creativ și cu multe ocazii cineva poate recunoaște la el idei inițiate de Bergson, Scheler, Heidegger; carisma sa a fost impresionantă, iar studenții au fost complet captivați de faptul că el filosofa la fața locului, în sala de curs, fără preconcepții, dând răspunsuri interesante la problemele ce îi preocupau și provoca a tensiune spirituală, având scopul de a-i face pe studenți să gândească singuri. Deoarece a fost foarte ironic, a fost mereu dispus să-și revizuiască gândirea și niciodată nu și-a scris propria filosofie, discipolii săi l-au comparat cu Socrate.
Cei mai importanți dintre aderenții săi au fost Mircea Vulcănescu (1904–1952), Mircea Eliade (1907–1986), Emil Cioran (1911–1995), Constantin Noica (1909–1987). Alții precum Petre Țuțea au fost de asemenea influențați de personalitatea sa, iar filosofi precum Alexandru Dragomir și Mihai Șora au frecventat unele cursuri ale sale.
Mircea Vulcănescu a avut o erudiție enormă, fiind considerat șeful „generației”, dar n-a publicat articole filosofice semnificative. În orice caz, a influențat filosofia românească prin eseul Dimensiunea românească a existenței. În lucrarea sa, analizează paradigma conceptuală ce servește ca mijloc de evaluare a diveselor viziuni filosofice a românilor. Analizând anumite fraze românești, în care el invocă maniera fenomenologică, el pretinde să descopere viziunea inerentă asupra lumii.  De exemplu, din analiza particularităților lingvistice a limbii române, el deduce ethosul românesc, cu trăsături precum fatalismul sau indiferența față de moarte, o atitudine comodă față de moarte, concepția că nu este alternativă la aceasta, dar e de asemenea ceva iremediabil.
Mircea Eliade, cunoscutul savant al istorie a religiilor, a publicat câteva eseuri ce au arătat influența profesorului său, Nae Ionescu, aceste lucrări timpurii n-au adus în esență nimic nou pe câmpul filosofiei românești. El a fost, în orice caz, o persoană foarte importantă pe câmpul intelectual al anilor 30, un alt posibil „lider” al noii generații.
Emil Cioran, în cărțile sale timpurii scrise în română, a propus o filosofie a disperării, arată o obsesie morbidă față de moarte, toate exprimate într-o manieră lirică profundă. A scris mai mult pe teme nihiliste de proveniență nietzscheană și schopeanhaureană, cu anumite influențe contemporane precum Giovanni Papini sau Nikolai Berdiaev.
Constantin Noica a debutat cu un eseu numit Mathesis sau bucuriile simple. Scurta carte interpretează distincția între viață și geometrie. După scrierea acestul eseu, Noica se va orienta către istoria filosofiei, scriind despre Kant, Leibniz, Descartes, Platon, Aristotel, Hume etc. Teza sa de doctorat în filosofie s-a numit Schiță pentru istoria lui cum e cu putință ceva nou, în care încearcă să răspundă cum de spiritul nu este la nesfârșit tautologic, analizând filosofia europeană de la Platon la Hume.

##### Transilvănenii
Transilvania a dat în perioada interbelică trei filosofi remarcabili: Lucian Blaga (1895–1961), D.D. Roșca (1895–1980) și Eugeniu Sperantia (1888–1972).
Sistemul filosofic al lui Lucian Blaga, numit „intelectualism ekstatic” este o construcție foarte originală, cu origini în filosofia lui Kant, psihanaliză și filosofia patristică. Sistemul a fost proiectat în cinci „trilogii” monumentale, însă doar trei au fost realizate până la capăt și publicate, iar a patra a fost parțial elaborată. Trilogiile sunt, în ordine: Trilogia cunoașterii, Trilogia culturii, Trilogia valorilor, Trilogia cosmologică.
Viziunea metafizică a lui Blaga se centrează pe principiul sau sursa metafizică misterioasă numită „Marele Anonim”, care creează universul indierect, prin mutilarea formelor de existență emanate din ele, pentru a evita posibilitatea apariției unui alt Mare Anonim. Rezultatele acestor acte de mutilare sunt fragmente infime, structurate în categorii, și numite „diferențiale divine”. Ființele existente apar în urma agregării acestor diferențiale. Cosmologia speculativă a lui Blaga, include de asemenea o interpretare intelehială a biologiei evoluționiste.
Teoria cunoașterii susține existența unui „spirit inconștient” dotat cu propriul set de categorii care dublează categoriile kantiene a spiritului conștient. Aceste categorii ale inconștientului împiedică oamenii să descopere complet misterul existenței, întrucât toată cunoașterea sa (a spiritului inconștient) trebuie fixată într-un cadru categoric. Așadar, Marele Anonim păstrează o izolată „centralitate a existenței”, datorită cunoașterii ce l-ar face pe om dumnezeiesc, dar de asemenea infuzează activitatea umană cu o tensiune creativă. Axiologia metafizică a lui Blaga urmează de asemenea această concepție. Toate categoriile conțin puterile umane de exprimare, iar influența lor dinamică este în final proiectată în valori. Cu alte cuvinte, ceea ce nu putem învinge, idolatrizăm. Această „autoamăgire finală”, garantează în mod repetat destinul creator al umanității.
Toată cultura umană este, potrivit lui Blaga, rezultatul încercării omului de a descoperi misterele existenței. Ea constituie ființa omului. Întrucânt omul nu poate descoperi complet misterele, datorită blamului transcendent ce a fost exersat de schema categorială inconștientă, toate producțiile sale poartă semnul acestui cadru dinamic. Totalitatea acestor categorii este la un anumit punct numită „matrice stilistică”, iar categoriile au structura unui „cosmoid”, care este a unui univers mic, adică a unei ordini autosuficiente. Așadar, fiecare cultură este caracterizată de un stil, în care diferite categorii activează și se atenuează în mod succesiv, până la epuizarea completă a matricei stilistice. În acel moment, cultura generată de încercări de revelație din cadrul matricei stilistice respective moare. Această viziune este inspirată de, dar semnificativ detașată de teoria morfologică a culturii, după cum a fost expusă de Frobenius sau Spengler. Blaga dezbate amplu, cu multe ilustrații, de ce toate aceste teorii au pierdut un punct important.
D. D. Roșca, care va fi mai târziu coordonator și traducător al seriilor de lucrări complete ale lui Hegel în română, a ajuns la o sinteză filosofică prezentată în cartea sa Existența tragică. Este un amestec personal de existențialism, cu origini la Kierkegaard, dar influențat de asemenea de Hegel. Teza sa de doctorat de la Sorbonne, Influența lui Hegel asupra lui Taine, precum și traducerea în franceză a Vieții lui Iisus l-au făcut cunoascut în lumea francofonă.
Eugeniu Sperantia a fost un autor foarte prolific. Și-a început lista de publicații cu teza sa de doctorat în filosofie, Apriorismul pragmatic, o regândire a analiticului transcendental al lui Kant, din punct de vedere  pragmatist. El a scris ulterior pe subiecte variate, precum biologia din perspectivă hegeliană și a dobândit reputație în special în domeniul filosofiei dreptului. A fost un pionier în domeniul logicii erotetice (logica interogativelor), pe care a numitr-o „problematologie”. O lucrare foarte interesată și cea mai neglijată este Systeme de metaphysique implicite dans les postulats de toute connaissance possible. Avem aici o inovație teoretică în metafizică: Sperantia înlocuiește teoriile categoriale ale metafizicii clasice cu analiza întrebărilor celor mai generale, analiză făcută posibilă de problematologia lui. Așadar, teoria-cadru a metafizicii devine logica interogativelor. Recent, concepția sa despre metafizică a fost comparată cu cea a lui Collingwood.

##### Alți filosofi
Din multitudinea de autori filosofici neafiliați celor trei curente precedente îi putem menționa aici pe Vasile Băncilă (1897–1979), Ionel Gherea, Anton Dumitriu (1905–1992) și Ștefan Lupașcu (1900–1988).
Vasile Băncilă a scris două comentarii importante despre Blaga și Radulescu-Motru, și a dat o replică valabilă la Spațiul mioritic al lui Blaga, numit de asemenea „plai”, opunând ceea ce Băncilă a numit Spațiul Bărăganului. Cartea lui Blaga a susținut că categoria inconștientă a spațiului ce operează în matricea stilistică românească este „spațiul asemenea unui val”, o alternare de suișuri și coborâșuri, ca o sinusoidă. Numele „mioritic” vine de la „miorița”, diminutiv pentru oaie, ce este titlu al unei balade populare ce este considerată exprimare a viziunii românești asupra lumii, scrisă într-un stil alternativ specific. Acestea sunt descrieri foarte metaforice și jucăușe ale ale ethosului specific, ce sunt comune regiunilor culturale semnificative dintr-un anumit spațiu geografic. De asemenea, Blaga susține că cineva poate trăi într-un plan, dar reflectă un ethos al „plaiului mioritic”, iar cel al unui ethos specific devine dominant chiar dacă rămâne „minor” (termen ce nu caracterizează valoarea filosofiei lui Blaga), iar acest „stil” le poate absorbi pe altele, fiind de asemenea influențat de ele. Pe de altă parte, Băncilă a încercat să arate că cultura românească ca întreg nu reflectă doar o singură categorie „abisală” de spațiu, structura „plai” fiind semnalată de Blaga, iar Băncilă a încercat ulterior să arate existența „spațiului Bărăgan” (Bărăgan este una celei mai înalte câmpii din România), un spațiu nedeterminat de vreu relief alternant de dealuri și munți, ci de câmpia netedă.
Ionel Gherea, fiul cunoscutului sociolog marxist Constantin Dobrogeanu-Gherea, a publicat o carte numită Eu și lumea. Eseu de cosmogonie antropomorfică. Această lucrare destul de neglijată conține o dezbatere interesantă despre conceptul de identitate personală. Autorul are o analiză conceptuală destul de neobișnuită, iar în linii extem de generale este un fenomenolog de orientare husserliană.
Anton Dumitriu, matematician după formarea inițială, a obținut doctratul în filosofie, iar apoi a devenit ajutorul lui P. P. Negulescu. A fost printre primii filosofi din România interesați de filosofia științei, subiect tratat în Bazele filosofice ale științei. El introduce în România cea mai recentă formă de logică matematică, în special prin lucrările sale Noua logică și Logica polivalentă, unde prezintă sistemul axiomatic  Principia Mathematica realizat de Russell–Whitehead, precum și sistemul implicației al lui C. I. Lewis. De asemenea, a cercetat intensiv problema paradoxurilor logico-semantice, având convingerea că soluția la ele era valabilă și în lucrările filosofilor scolastici.
Ștefan Lupașcu, cunoscut filosof francofon al științei, a încercat să pună bazele unei noi epistemologii, în armonie cu mecanica cuantică, recent dezvoltată atunci. El a susținut o logică a terțului inclus, ce l-a făcut să susțină existența unei a treia stări, dincolo de materie și energie.
În anii 1940, matematicianul Octav Onicescu a condus un seminar de filosofie a științei la Universitatea din București. Printre cei mai importanți membri ai acestui grup de filosofie științifică erau matematicienii  Grigore Moisil și Dan Barbilian, precum și alți savanți notorii precum Șerban Țițeica sau Nicholas Georgescu-Roegen. Ei erau angajați în cercetarea fundamentală, folosind matematica ca instrument formal de analiză conceptuală. Rezultatele lor au fost publicate în antologia Problema determinismului și în anumite monografii, precum Principii de cunoaștere științifică de Onicescu, Metoda statistică de Georgescu-Roegen sau Gândirea matematică a lui P. Sergescu.

#### Perioada comunistă
În primul deceniu de totalitarism, viața filosofică românească a fost dominată de persecuția tuturor filosofilor interbelici importanți. Lucrețiu Pătrășcanu (1900–1954) a fost autorul lucrării Curente și tendințe în filosofia românească, ce va stabili pentru decenii statutul filosofilor români. În special cu mijloace rudimentare și suprasimplificări, invocând doctrina „marxist-leninistă”, Pătrașcanu a polemizat cu filosofi de mare importanță, ca Blaga, Rădulescu-Motru, Florian, Cioran și i-a prezentat ca idealiști, iraționali, mistici, burghezi, imperialiști, și uneori fasciști. Printre pseudo-marxiștii locali, o nouă stea a apărut repede, Constantin I. Gulian (1914-2011), membru al Academiei Române din 1955 până la moarte. Gulian a prezentat la vârful carierei sale niște expoziții de filosofie hegeliană, lipsind-o de orice valoare. În timpul primelor decenii comuniste, filosofia a fost predată în Universități de dentiști și lucrători inculți, ce au devenit profesori peste noapte. În urma morții lui Stalin, nucleul dogmei comuniste a început să-și piardă încet din forță.
După 1964, anul marii amnistieri a prizonierilor politici, viața filosofică a avut șansa de a reveni la existență, fiind în parte stimulată de reintegrarea profesională filosofilor supraviețuitori, care au fost întemnițați sau marginalizați, și erau deja relativ puțini. Așadar, putem distinge câteva „școli” de filosofie: școala interbelică, școala de la Păltiniș și școala epistemologică din București. Au existat, desigur, și figuri independente, ce activau mai mult ca profesori universitari.

##### Școala interbelică
Numele acestei „școli” ar fi chiar mai nepotrivit în acest caz decât înainte, când vorbeam despre școala lui Nae Ionescu și cea a lui Titu Maiorescu. Școala interbelică ar trebui văzută în aceeași manieră în care vorbeam de „vechea școală”. Cei mai importanți filosofi formați în perioada interbelică, ce au putut practica din nou filosofia și au rămas în mod semnificativ creativi sunt: Mircea Florian, Constantin Noica, Anton Dumitriu, Mihai Șora ( 1916-2023), Petre Țuțea (1902–1991), Alexandru Dragomir (1916–2002).
Mircea Florian a scris în anii 1960 în singurătate, un sistem de filosofie prezentat într-un tratat de două volume numit Recesivitatea ca structură a lumii. Inspirat de o analogie cu biologia genetică, Florian ajunge la concluzia că experiența este caracterizată de o invarianță, relația de recesivitate ce se păstrează între două concepte. Această relație nu este o relație de opoziție, precum contrarietatea, nici de concordanță, ca subordonarea. Este o relație specială ce prezintă trăsături ale ambelor tipuri de relație inter-noțională cunoscute de logică. Este atât o relație de subordonare, cât și una de opoziție. Într-o pereche de concepte unite de această relație, unul este superior din punct de vedere ierarhic, numit conceptul „domninant”, și altul care, deși este ierarhic inferior, este ontologic superior, numit conceptul „recesiv”. Florian arată că fiecare concept important al filosofiei aparține unei perechi ce reprezintă recesivitatea. El analizează câteva zeci de astfel de perechi, scriind pentru fiecare termen câte o micromonografie.
Constantin Noica a devenit în această perioadă, de după eliberarea din închisoare, un metafizician continental de dimensiuni europene, fără îndoială unul dintre cei mai mari de la sfârșitul secolului 20. Prima sa carte publicată după ieșirea din detenție a fost Două zeci și șapte de trepte ale realului, în care unește trei sisteme categoriale, cele ale lui Platon, Aristotel și Kant. Sub un hegelian, dar probabil influențat de asemenea de Nicolai Hartmann, a susținut că realitatea, divizată în trei lumi, anorganică, organică și spirituală, este caracterizată de trei seturi distincte de categorii. La culmea acestei scări categoriale a pus o nouă categorie, ce reflectă impactul fizicii asupra gândirii sale: ondulația sau unda, ce a devenit așadar categoria supremă.
El a dezvoltat mai târziu teoria inițiată de Vulcănescu și a scris niște cărți care i-au adus celebritatea peste noapte, în special în cercurile literare. Cărți precum Creație și frumos în rostirea românească sau Sentimentul românesc al ființei, capodopere de speculație etimologică și   filosofie hermeneutică, ce au limitat valorile universale în interesul evident de a cerceta spiritualitatea românească per se. În aceste cărți, Noica ajunge la concluzia că limba română are un cuvânt, o prepoziție, ce mediază accesul ei unic la tărâmul existenței. Este prepoziția întru, care exprimă procesualitatea ființei. Această prepoziție bogată în sensuri, de proveniență latină (intro), ține nu doar de o cuprindere spațială: ea indică o desfășurare, o mișcare atât către ceva, cât și în interiorul acelui ceva, adică o mișcare de participare.
Metodologic, Noica poate fi considerat, în mod paradoxal, un hegelian anti-hegelian. El revizuie dialectica hegeliană, acuzată explicit de Noica că este dominată de „ethosul neutralității”. În logica hegeliană, susține Noica, Hegel însuși trebuie să intervină ca să dea conceptelor impulsul necesar pentru mișcarea lor. Ele nu au în ele însele puterea de mișcare în mod dialectic. Noica consideră că dialectica este circulară și tetradică. Schema teză – antiteză – sinteză, este înlocuită de el cu schema rivală temă – anti-temă – teză – temă (regăsită). Spiritul, spune Noica, începe nu cu o teză, ci cu un orizont tematic în care el se mișcă, și în care el sapă în mod repetat, deplasându-se din ce în ce mai mult spre natura lăuntrică a acestui orizont. Unele dintre conceptele paradoxale și specifice ale lui Noica, ce îi permit să-și articuleze viziunile asupra dialecticii, sunt greu de înțeles și pretind multă simpatie de la cititor: „limitarea nelimitată”, „închiderea deschisă” etc.
Filosofia lui Noica se concentrează de asemenea pe problema rațiunii și pe problema individualului. El redefinește rațiunea ca consecință a intrării în existență. Filosoful vrea să salveze individualul de „tirania generalului”, să-i dea individualului o demnitate ontologică. El a fost profund deranjat de imaginea individualului ca simplu exemplu a ceva general, ca un simplu caz particular al unei reguli generale. Dar de asemenea a urmărit să susțină realitatea naturilor generale, nevrând să le reducă la simple colecții sau clase de indivizi. Așadar, a respins atât realismul platonic, cât și nominalismul de toate felurile. În loc să aleagă între nominalism și realism, el propune o a treia viziune, ce insistă pe solitaritatea existentă între individual și general, legați de determinările lor. Triunghiul său I-D-G formează așadar o unitate ireductibilă, care amintește de triada lui Peirce.
Constantin Noica a format în jurul său o școală neoficială de filosofie, cu baza la Păltiniș, locație montană unde și-a petrecut ultimii ani de viață. Păltiniș a devenit loc de pelerinaj pentru intelectualii români, care au venit acolo să găsească un mentor spiritual. Noica a devenit astfel un fel de instituție intelectuală neegalată de vreun alt intelectual de dinainte sau de după el. El și-a pus discipolii să studieze intensiv greaca și germana și le-a cerut să abordeze „culturi”, nu autori și în nici un caz cărți izolate. A avut o activitate efervescentă în traducere, inițierea în colaborare cu Petru Creția a unei ediții integrale a lui Platon în română. El de asemenea a tradus din comentatorii aristotelici neo-platonici, Dexippus, Ammonius, Porfirie și alții. A contribuit la traducerea operei lui Kant, Critica judecății, și a tradus din Chorydaleus, Introducere în logică și Comentariu la metafizică. El însuși a scris comentarii și interpretări la Platon, Aristotel și Hegel, și a încurajat introducerea în scrierile lui Heidegger. A fost cel mai strălucit filosof al României postbelice.
Anton Dumitriu și-a continuat după 1964 preocupările sale inițiale, publicând lucrări ce țin de filosofia matematicii și teoria și istoria logicii. Monumentala sa Istoria logicii, deși este un reper al filosofiei românești, a avut neajunsuri notabile și a fost recepționată mai curând negativ în Occident. Dumitriu a abordat prea mult unele teme în cartea sa, este vorba capitole despre logica transcendentală și dialectică și altele câteva ce nu tratează multe ramuri ale logicii recente sau le tratează foarte sumar și insuficient, ca în cazul logicii modale. De asemenea, a fost dezinformat în chestiuni ce țin de filosofia scolastică. În orice caz, sunt multe părți ale lucrării sale ce sunt încă valabile azi.
Anton Dumitriu a scris de asemenea o serie de eseuri, mai literare în stil, care l-au făcut apreciat de mediul intelectual românesc, centrat mai mult pe literatură. Cartea sa, Philosophia Mirabilis, este un eseu de dimensiuni ezoterice de filosofie greacă. Culturi eleate și culturi heracleitice  este un eseu comparativ de filosofie a culturii, iar Aletheia este un studiu al înțelesului grecesc al adevărului și al filosofiei, în care critică poziția lui Heidegger din Introducere în metafizică.
Mihai Șora a fost student al lui Nae Ionescu și Mircea Eliade, dar mai tânăr decât membrii așa-numitei generații ’27. A obținut în 1938 o bursă la Sorbona, unde a scris o teză despre Pascal. În timpul războiului a scris o carte numită Despre dialogul interior, publicată abia în la Gallimard și bine primită de Jacques Maritain și Étienne Gilson. În lucrare, Șora explorează problema autenticității umane, pe un ton existențial, dar influențat mult de filosofia scolastică (în special cea a lui Toma de Aquino și Nicolaus Cusanus) și de marxism (a fost membru al partidului comunist francez și al Rezistenței).
În 1948 s-a întors în România și n-a mai putut părăsi țara deloc. N-a publicat nimic până la sfârșitul anilor 70, când a început un ciclu de patru cărți - ce conțin un sistem filosofic -, desăvârșit abia în 2005. În timpul regimului comunist a scris și publicat trei din cele patru cărți ce compun ciclul: Sarea pământului, A fi, a face, a avea, Eu & tu & el & ea sau dialog generalizat. Ultima sa carte este întitulată Clipa și timpul. Sistemul său este compus din ontologie, poetică, etică și filosofie politică, toate derivate din „modelul ontologic” original. A fost influențat de Péguy, Pascal, scolastici și  Husserl. Șora s-a caracterizat pe el însuși chiar în prima carte ca cartezian de însemnătate maximă, adică fenomenolog.
Conceptul să de intenționalitate, crucial pentru înțelegerea filosofiei, nu a fost cel al lui Brentano, nici cel al lui Husserl, ci unul original cu rădăcini adânci în filosofia scolastică. In-tentio, derivat din IN aliud TENDERE este actul penetrant al spiritului, care merge dincolo de lucruri la originea lor, care este Unul cu cei trei transcendentali ai săi: Bonum, Verum și Pulchrum. Așadar, sunt trei forme de intenționalitate, morală, teoretică și estetică, ce caracterizează trei tipuri de atitudini umane față de lume. Unul nu este văzut dar ca actus purus, ci mai degrabă ca o potențialitate universală a existenței. Ca atare, este plasat, în modelul metaforic al lui Șora, în centrul sferei de rază nulă. Suprafața acestei sfere reprezintă exterioritatea pură, compusă din „realități terminale”. Raza este locul geometric al interiorității, unde găsim „potențialități intermediare”.
Mihai Șora este considerat mentorul altei școli mult mai discrete și mai eterogene decât școala lui Noica. În prezent, există un intres în creștere asupra lucrării acestei școli, în special din partea filosofilor grupați în jurul revistei filosofice Studia Phaenomonologica.
Petre Țuțea și-a luat doctoratul la drept administrativ. Înainte și în timpul celui de-Al Doilea Război Mondial, a lucrat ca director în Ministerul Economiei Naționale și a fost cunoscut și considerat de toți membrii generației '27 ca unul de-al lor, chiar dacă era puțin mai în vârstă. A câștigat reputația de geniu retoric. Când vorbea toți stăteau și ascultau. Unii chiar l-au considerat un lider al generației sale. Ințial a avut convigeri marxiste tinerești, iar apoi a dezvoltat simpatii naționaliste de dreapta, care l-au dus mai târziu la arest și condamnare. În închisoare redescoperă creștinismul, iar după eliberare s-a considerat gânditor creștin. Deși datorită antecedentelor sale politice, a conținutului ideilor filosofice și a credinței religioase, Țuțea n-a putut publica prea mult, a scris o cantitate considerabilă, inclusiv o lucrare târzie proiectată în cinci volume: Problemele, Sistemele, Stilurile, Științele și Dogmele. El le-a terminat pe primele două, și parțial „Stilurile” și „Dogmele”. Primele două volume au fost publicate postum. „Filosofia nuanțelor” este de asemenea un eseu important, un manifest veritabil pentru o filosofie nouă, ce datează din 1969. Țuțea a fost influențat de o puzderie de personalități intelectuale, în special de Platon, scepticismul grec, Leibniz, Nietzsche, Bergson, Simmel și ficționalismul lui Hans Vaihinger. Singurii filosofi români care l-au influențat semnificativ au fost  Lucian Blaga și Nae Ionescu. Teologic, a fost influențat de Sf. Pavel, Augustin și Toma de Aquino, și l-a cunoscut și admirat pe marele teolog român contemporan cu el, Părintele Dumitru Stăniloae, pe care l-a cunoscut în închisoare. De asemenea, Țuțea a apreciat diferiți gânditori precum Werner Sombart și se referă frecvent la savanți precum Heisenberg și Poincaré.
Inițial, Țuțea a respins categoriile idealismului occidental, înlocuind cadrul conceptul kantian cu un spectru de nuanțe empirico-fenomenologice. Filosofia sa de mai târziu, după cum declară el, este un efort de gândire „teologală” (nu teologică). El susține că Adevărul este unic, dar rațiunea umană nu-l poate găsi de una singură, deși ea poate fi un recipient al adevărului. Așadar, pentru a cunoaște cu adevărat adevărul, omul are nevoie de inspirație și revelație. Omul nu este niciodată autonom și toate eforturile intelectuale precum știința sau filosofia sunt doar mijloace de a produce ficțiune, la nivelul confortului material și cultural. Țuțea credea că știința și filosofia în sine nu au o funcție consolatoare, fiind în esență irelevante în ceea ce privește respectul față de cele mai multe chestiuni dramatice, precum moartea. Așadar, doar religia (anume creștinismul) posedă adevărul și are relevanță pentru destinul omenirii. Fără Dumnezeu, spune Țuțea, omul este doar un animal rațional care vine de nicăieri și merge spre nicăieri. Din punct de vedere antropologic, Țuțea a analizat ceea ce a numit „omul creștin”, considerând că modelul antropologic ce trebuie urmat este cel al sfântului.
Țuțea a fost fără îndoială o figură socratică neobișnuită, în sens de o personalitate exemplară, majoră, iar stilul său de a scrie este foarte specific. Scrierile sale variate sunt greu de clasificat. După eliberarea din închisoare, a elaborat trei lucrări într-un stil literar-filosofic original, pe care niciodată însă nu le-a terminat: Filosofia nuanțelor, Lumea ca teatru. Teatrul seminar și Reflecții teologale. Una dintre trăsăturile specifice lui Țuțea, așa-numita „substantivizare” a predicatelor, este asociată cu maniera sa de a scrie propoziții fără verbe, precum și cu multe repetiții sonore pe care le numește „laitmotive” și nuanțarea constantă a termenilor, cuplate cu respingerea sistemlor și absența speculației filosfice, fapt ce stârnește mai multe critici, care n-au idee ce să facă cu această manieră neobișnuită de a gândi și scrie, într-un mediu cultural dominat mai mult de scrierea beletristică și exegeza academică. Opinia publică românescă a ajuns să-i cunoască personalitatea abia după 1989, când unii l-a intervievat pe Țuțea, care avea 89 de ani când a apărut pentru prima dată la televizor, câștigând admirația unei largi audiențe.
Publicarea ulterioară a colecțiilor de aforisme adunate din interviuri a avut mult succes, pe când scrierile sale de mare importanță nu sunt doarte bine cunoscute sau apreciate, deși Țuțea a fost întotdeauna înconjurat de prieteni care i-au tipărit și multiplicat manuscrisele. Apropiații îl numeau „profesor”, deoarece întotdeauna dădea impresia că ține o prelegere, dar după cum a arătat el în mod ironic, „catedra” sa legendară s-a aflat sub cerul albastru, în campusul din Cișmigiu - un parc central din București, aflat foarte aproape de apartamentul său de studiu. Unii dintre prietenii și companionii săi apropiați, precum Mircea Eliade, Emil Cioran, Petre Pandrea, mai târziu Marcel Petrișor, Aurel-Dragoș Munteanu, iar din generația mai tânără Radu Preda și Alexandru Popescu, sunt de asemenea filosofi, scriitori și intelectuali realizați.
Alexandru Dragomir este o descoperire târzie a publicului românesc, promovat în mod activ de editura Humanitas (condusă de Gabriel Liiceanu), care a editat unul dintre caietele sale. Dragomir, fost student doctoral al lui Heidegger, a fost un om reticent care scris în secret și niciodată n-a intenționat să publice ceva. Spre bătrânețe, a început să predea seminarii private, lucru întreprins până la moarte; doar un grup restrâns de intelectuali le-au frecventat. După ce a murit, au fost găsite niște caiete tematice, ce au dovedit că Dragomir a fost un fenomenolog de nivel înalt. Printre aceste manuscrise, a căror publicare nu s-au terminat, sunt câteva cu reflecții despre timp, care constituie cea mai consistentă parte a gândirii sale. Influența lui Dragomir asupra filosofiei românești este încă în dezvoltare.

##### Școala de la Păltiniș
Constantin Noica a fost în căutare continuă de tineri filosofi talentați, pe care i-a descoperit și antrenat. Printre acești (atunci) tineri, sunt mai mulți care s-au manifestat în mediul românesc filosfic sau în cel literar, sau mai curând în cel literar-filosofic. Aceștia sunt: Gabriel Liiceanu (n. 1942), Andrei Pleșu (n. 1948), Sorin Vieru (n. 1933), Andrei Cornea (n. 1952), Vasile Dem. Zamfirescu, Alexandru Surdu (n. 1938) și Corneliu Mircea.
Gabriel Liiceanu a devenit proeminent după ce a publicat Jurnalul de la Păltiniș, unde și-a descris aventura sub îndrumarea lui Noica. De asemenea, aceasta fost cartea care l-a transformat pe Noica într-un fel de stea filosofică. Jurnalul este poate cea mai influentă publicație românească de la sfârșitul anilor 1980. Ea încurajează studiul limbi grecești vechi, a latinei și germanei, ca premise pentru un studiu serios al filosofiei. Proiectul filosofic al lui Liiceanu  a fost inițial centrat în jurul ideii de „limită”, și prin urmare și-a dezvoltat cercetarea hermeneutică asupra naturii și istoriei conceptului de „peratologie” (din greacă peras = limită). Acest program a fost inițiat cu teza sa de doctorat, Tragicul. O fenomenologie a limitei și depășirii, unde pune mult accent pe Nietzsche, și este terminat cu Despre limită, expresia finală și cea mai generală a peratologiei sale. Despre limită atinge variate teme precum libertatea, destinul, responsabilitatea, interacțiunea cu alții, într-un cadru fundamental heideggerian. De asemenea, Liiceanu a realizat traducerea lui Heidegger în română.
Andrei Pleșu este primul cunoascut ca istoric al artei, dar de asemenea și ca filosof subtil. El recunoaște că este mai interesat de partea „luminoasă” a filosofiei, după cum are o „antipatie respectuoasă” față de Aristotel și spune că nu-l folosește deloc pe Hegel. S-a orientat spre etică și filosofia religiei. Ideea sa puternică este cea a „intervalului”, în-între existență ca spațiu de peregrinare. Pleșu a scris unul dintre foarte puținele tratate de etică românești, Minima Moralia, care este subîntitulată „o etică a intervalului”. El începe cu afirmația că doar omul în condiție de peregrinare are competență morală, având nevoie să facă alegeri la fiecare etapă a drumului. Așadar, adevărata etică nu este o chestiune majoră ce ține de marile probleme și enigme, ci o etică minoră a vieții cotidiene și a situațiilor obișnuite. În continuare, explorează tema intervalului în Despre îngeri, carte de angelogie, ce apare la intersecția dintre metafizică și filosofia religiei. În această carte, entitățile numite îngeri sunt analizate ca ființe ale intervalului. Exercițiul întreg are așadar o valoare secundară în ontologia intervalului.
Sorin Vieru este unul dintre puținii logicieni de la Păltiniș. El a câștigat reputație prin cercetări asupra silogisticei clasice, pe care a axiomatizat-o. A fost de asemenea specialist în Frege, pe care l-a tradus din belșug. Interesele sale au cuprins de asemenea filosofia greacă, în specia filosofia politică a lui Platon. A tradus mai multe din cele mai dificile dialoguri ale lui Platon. În final, a publicat Riscul gândirii, în colaborare cu matematicianul Uther Morgenstern, alias Terente Robert.
Andrei Cornea este specialist în filosofie greacă antică și de asemenea un gânditor politic. În timpul regimului comunist a publicat puțin în domeniul filosofiei, dar a tradus Republica lui Platon. După 1989, a publicat intensiv. Așadar, putem cita interpretarea sa a lui Platon din Platon. Filozofie și cenzură, interesanta reabilitare a filosofului grec din puncte de vedere respinse în mod sofistic de Socrate în opera lui Cornea, Când Socrate nu are dreptate, sau propunerea sa (a lui Cornea) de a înlocui conceptul de utopie cu cel de ek-topia, ca unul opus en-topiei, din De la Școala din Atena la Școala de la Păltiniș. Dar poate că cea mai importantă contribuție a sa este critica relativismului contemporan din Turnirul Khazar. A tradus Metafizica lui Aristotel și o mare parte din Eneida lui Plotin.
Principalele interese ale lui Vasile Dem. Zamfirescu sunt în psihanaliză. Așadar, filosofia sa are amprentele acestor interese. A scris o carte numită Între logica inimii și logica minții, iubit de Noica, după 1989 a publicat Filosofia inconștientului (2 volume), în care explorează pontețialul filosofic a ideii psihoanalitice de inconștient.
Alexandru Surdu a fost unul dintre cei mai vechi colaboratori ai lui Noica, dar în mare măsură a fost independent. Ințial, a lucrat în domeniul logicii, pulicând cărți ca Neointuiționismul și Elemente de logică intuiționistă. De asemenea, a studiat logica artistelică, ajungând să scrie Teoria formelor prejudicative, care este o regândire a categoriilor prin intermediul logicii formale. După 1989 a publicat lucrări despre filosofia românească și cea speculativă. Volume notabile sunt Pentamorfoza artei și Gândirea speculativă. Alexandru Surdu este, ca și Noica, un hegelian anti-hegelian. Așadar, îl critică pe Hegel pentru „absolutizarea” dialecticii triadice, îl critică de asemenea pe Noica pentru absolutizarea dialecticii tetradice și își propune propria versiune, cea a dialecticii pentadice. El susține, totuși, că diferite domenii de experiență trebuie să fie investigate de diverse dialectici, binară, triadică, tetradică sau pentadică. Filosofia sa continuă epistemologia facultăților, discreditată de mult timp, pe care o complică vorbind de cinci facultăți de gândire. Așadar, avem: intelectul, intelectul rațional, rațiunea, rațiunea speculativă și speculația. Categoriile de filosofie sistematică determinate de Surdu, sunt de asemenea cinci: Transcendența/Subzistența, Ființa, Existența, Existența Reală și Realitatea. Surdu a fost unul din traducătorii Tractatuslui lui Wittgenstein în română și l-a tradus, de asemenea, pe Kant.
Corneliu Mircea este psihiatru și, de asemenea, filosof, încurajat de Noica, dar nu și unul dintre discipolii săi. Însă interesele, temele și stilurile sale îl plasează în cercul de la Păltiniș, unde a făcut vizite regulate. A publicat foarte consistent. În timpul comunismului a scris, printre alte publicații, Cartea Ființei, Ființă și conștiință, Discurs despre ființă, iar după 1989 a publicat (printre altele) Originarul, Ființă și extaz, Facerea: Tratat despre Ființă. Influențat de Hegel și de Sartre, filosofia sa este o investigare a sensului ființei, ce începe cu nimicnicia, încercând să regândească atât Logica lui Hegel, cât și Ființa și neființa lui Sartre. El cultivă în mod deliberat o exprimare literară, susținând că discursul filosofic trebuie să aibă două părți, una conceptual obiectivă, iar cealaltă subiectivă, estetică, persuasivă. De curând, Corneliu Mircea pare mai apropiat de filosofia mistică.

##### Școala epistemologică din București
Urmând exemplele lui Anton Dumitriu, Grigore Moisil sau Octav Onicescu, diferiți profesori de la Universitatea din București s-au orientat spre epistemologie și filosofia științei, datorită naturii tehnice a acestora, lipistă de control și amestec ideologic. După cădrea comunismului, ei și-au continuat preocupările, dar de asemenea au scris pe multe alte subiecte. Protagoniștii acestei școli sunt Mircea Flonta (n. 1932), Ilie Pârvu (n. 1941), Vasile Tonoiu (n. 1941) și Marin Țurlea (n. 1940).
Mircea Flonta a scris o monografie valoroasă pe tema distincției analitice/sintetice în filosofia contemporană, și un studiu intitulat Presupoziții în știința exactă. Poate fi considerat primul filosof analitic din România. El înțelege filosofia ca studiul critic al presupozițiilor. Activitatea sa a continuat după 1989 și s-a diversificat, abordând diferite teme, precum precum percepția filosofiei în cultura românească. Printre interesele sale permanente sunt filosofia lui Kant (a tradus din Kant și a scris o carte despre el) și cea a lui Wittgenstein (de asemenea, a tradus câteva cărți de-ale lui și a publicat o carte despre filosofia sa).
Ilie Pârvu este un epistemolog, filosof al științei, metafizician și comentator al lui Kant. A sa Introducere în epistemologie este prima carte de acest tip care a avut un nivel european, după perioada în care epistemologia a fost „gnoseologie” marxist-leninistă. Este încă cea mai bună introducere autohtonă disponibilă. Studiile sale de filosofie a științei (Teoria științifică, Semantica și logica științei) au pus accent mai mult pe instrumentele pe atunci contemporane de analiză a teoriilor științifice. Pârvu poate fi considerat ca aparținând curentului structuralism din filosofia științei, urmându-i pe J. Sneed, W. Stegmüller, C. U. Moulines, W. Balzer etc.
Analizele structuraliste ale teoriilor au fost aplicate de Ilie Pârvu în domeniul reconstruirii unor lucrări filosofice cruciale, precum Tractatus de Wittgenstein sau Critica rațiunii pure.
Ca metafizician, Pârvu a publicat lucrarea în două volume Arhitectura existenței. În primul volum analizează paradigma structural-generativă din ontologie. În cel de-al doilea volum, el analizează metafizica analitică contemporană, marile programe ontologice contemporane constructive, precum cel al lui Carnap sau Quine, dar și diverse metafizici locale, precum ontologia evenimentelor și diferite teorii ale individualului. El a prezentat de asemenea dezbateri imporante în legătură cu metaontologia, stiluri și tehnici în metafizica recentă.
Vasile Tonoiu s-a interesat mai mult de filosofia continentală a științei, traducând din Poincaré, Gonseth, Bachelard, și scriind monografii despre Gonseth și Bachelard. De asemenea, a publicat o carte despre viziunea epistemologică a lui Morin asupra complexității. Alt interes principal al lui Tonoiu este filosofia dialogică sau filosofia dialogului⁠(en)[traduceți]. A scris de asemenea o carte excelentă despre Mircea Eliade, Ontologii arhaice în actualitate.
Marin Țurlea și-a dedicat cariera filosofiei matematicii. Lucrarea sa, Filosofia și fundamentele matematicii trasează o distincție între cercetarea proprie a matematicienilor pe bazele lor și cercetarea filosofică a fundamentelor matematicii. În această carte el stabilește posibilitățile, sfera de acțiune și relevanța studiului filosofic al matematicii. Urmând liniile unui program indicat în această primă lucrare, Turlea va elabora Filosofia matematicii, mai mult ca o istorie a problemelor filosofice în raport cu sistemul matematicii, de la Platon și Proclus la Principia Mathematica. El analizează metafizica entităților matematice în Existență și adevăr în matematică și studiază filosofia matematicii a lui Wittgenstein (care e mai degrabă anti-filosofie).

##### Marxismul
În România, marxismul n-a dat nici un filosof notabil. Singurul filosof marxist de o anumită importanță născut în România, Lucien Goldmann, s-a realizat în Franța. Din cadrul masei de ideologi cu pretenții filosofice, unele figuri s-au detașat totuși, ca filosofi onești.
Este cazul lui Athanase Joja (1904–1972), logician și comentator al filosofiei antice, cu contribuții la „logica dialectică” marxistă. A fondat Institutul de Logică al Academiei Române, unde au fost reintroduși profesional mulți filosofi interbelici, inclusiv Noica.
Un alt personaj marxist a fost Henri Wald (1920–2002), a cărui gândire a fost un amestec dintre structuralismul francez și marxism, și a scris de asemenea o Introducere în logica dialectică.
Ion Ianoși (n. 1928) este un filosof marxist dintr-o clasă diferită, mai apropiat de literatură, fiind timp de mulți ani secretar al secției de critică literară a Uniunii Scriitorilor din România. A publicat o trilogie despre categoria estetică a sublimului, un volum intitulat Hegel și arta și multe altele, printe care un studiu despre filosofia românească în relația sa cu literatura, Literatură și filosofie.

#### Perioada postcomunistă
După revoluția din 1989, filosofia din România a început să se sincronizeze repede cu cea occidentală contemporană.
Așadar, fenomenologia s-a dezvoltat în centrele universitare de la București, Cluj și Iași, precum în cadrul Societății Română de Fenomenologie. Autorii semnificativi din această direcție sunt: Alexandru Dragomir, Gabriel Liiceanu, Mădălina Diaconu, Virgil Ciomoș, Ion Copoeru, Ion Tănăsescu, George Bondor, Cristian Ciocan, Gabriel Cercel, Cătălin Cioabă, Bogdan Mincă, Christian Ferencz-Flatz, Delia Popa, Claudia Șerban, Paul Marinescu, Maria Gyemant, Ovidiu Stanciu. În anul 2000 a fost fondată revista Studia Phaenomenologica.
Postmodernismul în filosofia românească are reprezentanți contemporani notabili precum Ciprian Mihali și Bogdan Ghiu. Deși Mihali este mai interesat de analiza fenomenologică a cotidianului, gândirea sa este profund înrădăcinată în poststructuralismul francez. Ghiu, prin traducerile lucrărilor lui Deleuze și eseuri variate a răspândit influența filosofiei franceze poststructuraliste și postmoderne în România, deși aceasta rămâne mai curând discretă, fără vreun filosof matur.
Filosofia analitică s-a dezvoltat mai mult la Universitatea din București, prin nume precum: Mircea Dumitru, Adrian-Paul Iliescu, Adrian Miroiu, Valentin Mureșan, Mihail-Radu Solcan. Mircea Dumitru a scris despre logica filosofică, filosofia limbajului și filosofia minții. Iliescu este un filosof politic (liberalism și conservatorism), dar de asemenea are interese în filosofia limbajului și a publicat o carte despre Wittgenstein. Adrian Miroiu a publicat lucrări în domeniul logicii formale, filosofiei științei și filosofiei politice. Mai recent, după ce s-a alăturat Școlii Naționale de Știință Politică și Administrație Publică, s-a concentrat pe alte domenii ce sunt destul de înrudite cu știința politică, precum teoria alegerii sociale, teoria alegerii raționale, competiația electorală, politicile publice și politicile educaționale. Valentin Mureșan lucrează în domeniul eticii, cultivând comentariul filosofic. A publicat comentarii despre Platon, Aristotel și Mill. Profesoul Solcan a contribuit la dezvoltarea filosofiei minții în România, publicând o introducere la filosofia minții din perspectiva științelor cognitive.
Un filosof afiliat intelectual tradiției interbelice, foarte apropiat de membrii școlii de la Păltiniș, care de asemenea a frecventat seminariile lui Dragomir este Horia-Roman Patapievici. Cea mai ambițioasă carte a sa este Omul recent. În acest eseu de filosofie politică și culturală, Patapievici dezvoltă o critică conservatoare a modernității târzii, această lucrare făcând din el în orice caz cel mai notabil gânditor liberal-conservator român contemporan. Mai recent, gândirea sa pare să fi adoptat influențe libertariene.
Profesorul Ștefan Afloroaei de la Universitatea din Iași este specialist în hermeneutică. Cărțile care i-au făcut reputația sunt Ipostaze ale rațiunii negative. Scenarii istorico-simbolice și Cum este posibilă filosofia în estul Europei. A publicat de asemenea Metafizica noastră de toate zilele, unde încearcă investigheze în mod hermeneutic metaphysica naturalis.